# Molecular Breeding
Molecular Breeding is een internationaal, aan collegiale toetsing onderworpen wetenschappelijk tijdschrift op het gebied van de landbouwkunde, genetica, en plantkunde. De naam wordt in literatuurverwijzingen meestal afgekort tot Mol. Breed. Het wordt uitgegeven door Springer Science+Business Media namens de International Society for Plant Molecular Biology en verschijnt 6 keer per jaar.